# Sick of It All
Sick Of It All (doslovný český překlad je Nemocný z toho všeho, jedná se ale o ustálenou anglickou frázi, která v češtině znamená zhruba "Mám toho už dost") je americká hardcoreová skupina z Queensu z New Yorku. Kapelu v roce 1985 založili bratři Lou Koller (zpěv) a Pete Koller (kytara). Mezi členy dále patří Armand Majidi (bicí) a Rich Cipriano (baskytara). Sick of It All (v ČR familierně Sikofky) se přezdívá králové newyorské hardcore scény a patří ke špičce ve svém žánru. Za 26 let existence vystřídali pouze dva členy.

## Diskografie

### Studiová alba
- Blood, Sweat and No Tears (1989)
- Just Look Around (1992)
- Scratch the Surface (1994)
- Built to Last (1997)
- Call to Arms (1999)
- Yours Truly (2000)
- Life on the Ropes (2003)
- Death to Tyrants (2006)
- Based on a True Story (2010)
- Non-Stop (2011)
- The Last Act of Defiance (2014)